# 梁格庄镇
梁格庄镇，是中华人民共和国河北省保定市易县下辖的一个乡镇级行政单位。

## 行政区划
梁格庄镇下辖以下地区：
梁格庄村、塔洼村、北岭东村、上岳各庄村、营房寺村、奇峰庄村、五里庄村、阳谷庄村、下岳各庄村、王贾庄村、柴厂村、娄亭村、旺龙村、西大地村、张各庄村、北百泉村、南百泉村、半壁店村、下岭村、张天峪村、南石门村、徐家厂村、夏庄村、石门店村、北石门村、下黄蒿村和中黄蒿村。